# 隆福寺 (廊坊)
隆福寺，位于河北省廊坊市安次区北史家务乡古县村西北。
古称十里寺，隆福寺在唐代垂拱四年（688年）建隆福寺长明灯楼，留存至近。隆福寺至近代不存。2010年11月18日，开始隆福寺重建工程。